# Toshihiko Seki
Toshihiko Seki (関 俊彦 Seki Toshihiko?, nacido el 11 de junio de 1962) es un popular y veterano actor de voz  japonés nacido en Tochigi. Su tipo sanguíneo es A y trabaja para la firma 81 Produce; aparte de su trabajo como seiyū, Seki algunas veces ha hecho trabajo actoral como actor. Muchas veces, el suele ser confundido con otro popular seiyū, Tomokazu Seki. Ellos comparten el mismo apellido y kanji, pero en realidad ellos no tienen ninguna relación uno con el otro.

## Papeles importantes

### Anime
- Angelique - Luva
- Bastard!! - Lord Kall-Su
- Bleach - Kaien Shiba, Aaroniero Arleri
- Bomberman B-Daman Bakugaiden - Kurobon
- Cross Ange - Embryo
- Final Fantasy: Unlimited - Cid
- Fullmetal Alchemist - Vercio
- Future GPX Cyber Formula - Bleed Kaga
- Gundam SEED - Rau Le Creuset
- Gundam SEED Destiny - Rey Za Burrel
- Gundam Wing - Duo Maxwell
- Higurashi no Naku Koro ni (ひぐらしのなく頃に?) - Irie Kyousuke (入江京介?)
- Higeki no Genkyō to naru Saikyō Gedō Last Boss Joō wa Min no tame ni Tsukushimasu - Clark
- High Card - Norman Kingstadt
- Kill la Kill - Senketsu
- Kousetsu Hyaku Monogatari - Momosuke
- MÄR - Danna
- Meine Liebe - "Ludwig"
- Mirage of Blaze - Takaya Ohgi
- To Aru Majutsu no Index - Aleister Crowley
- My-HiME - Kanzaki Reito
- My-Otome - Rado
- Nintama Rantarō - Doi-sensei
- Naruto - Iruka Umino
- Neon Genesis Evangelion (Padre de Asuka (Voz))
- One Piece - Duval
- Outlaw Star - Fred Luo
- Paranoia Agent - Mitsuhiro Maniwa
- Please Save My Earth - Mikuro Yakushimaru
- Sgt. Frog - Urere
- RahXephon - Makoto Isshiki
- Ranma ½ - Mousse
- Rave Master - Shuda
- Ryuu Seiki - Carmine
- Serie de Saiyuki: Gensomaden Saiyuki, Saiyuki Reload y Saiyuki RELOAD Gunlock - Genjo Sanzo
- Saiunkoku Monogatari - Riou Hyou
- Saint Seiya (TV) - Fenrir de Alioth Epsilon
- Samurai Deeper Kyo - Benitora
- Shōnen Onmyōji - Fujiwara no Yukinari
- Shōwa Genroku Rakugo Shinjū: Sukeroku Futatabi-hen - Higuchi
- Silent Möbius (TV) - Genvara
- Spider Riders - Bagus
- Tenku Senki Shurato - Shurato
- Trigun - Legato Bluesummers
- Twilight of the Dark Master - Tsunami Shijo
- Konjiki no Gash Bell!! - Apollo
- Warau Salesman - Roles Diversos
- Kimetsu no Yaiba - Muzan Kibutsuji
- Kyūketsuki Sugu Shinu - Tsujigiri Nagiri

### OVA
- Saint Seiya: La Saga de Hades - Milo de Escorpio
- Ai no Kusabi - Riki the Dark
- Dragon Century - Carmine
- Serie de Future GPX Cyber Formula - Bleed Kaga
- Here is Greenwood - Shinobu Tezuka
- Pet Shop of Horrors - Count D
- Please Save My Earth - Mikuro
- Zeorymer - Masato Akitsu
- Blue Submarine 6 - Katsuma Nonaka
- Saint Seiya: The Lost Canvas - Hades Mythology - Patriarca Sage
- Buttobi CPU - Amo de Forte

### Animación para cine
- Mazinger Z: Infinity - Tetsuya Tsurugi
- Ninja Scroll - Yurimaru

### Videojuegos
- Aisle Lord - Rōru
- Future GPX Cyber Formula series - Bleed Kaga
- La Pucelle: Hikari no Seijo Densetsu Nishuu Croix Raoul, Dark Prince
- Tales of Destiny 2 - Loni Dunamis
- Saint Seiya: Chapter-Sanctuary - Milo de Escorpio
- Saint Seiya: The Hades - Milo de Escorpio
- Videojuegos de Naruto - Iruka Umino
- Dissidia: Final Fantasy - Warrior of Light
- Fate/Grand Order - Antonio Salieri
- Saint Seiya: Awakening - Shion de Aries
- Genshin Impact - Dottore: The Doctor

### CD Dramas
- Ai no Kusabi - Riki the Dark
- D.N.Angel - Kosuke Niwa en los drama CD de Wink
- Serie de Future GPX Cyber Formula - Bleed Kaga
- La Pucelle - Croix Raoul; Wando, the hounting dog
- Yami no Matsuei (Descendants of Darkness) - Yutaka Watari
- Saint Seiya: The Lost Canvas Albafica Gaiden - Patriarca Sage

### Tokusatsu
- Denji Sentai Megaranger - Chameleon Nejire
- Kamen Rider Den-O - Momotaros/Kamen Rider Den-O Sword Form
- Kamen Rider Decade: All Riders vs. Daishocker - Kamen Rider Amazon

### Doblaje japonés
- Décimo Doctor en Doctor Who

## CD álbumes/Character Songs
- Kicks on the Way
- Double-Action Sword Form
- Climax Jump DENLINER FORM

## Commerciales
Inu-Yasha en los comerciales de Shōnen Sunday de Inu-Yasha